# Molen van Boks
De Molen van Boks is een voormalige korenmolen aan de Rijksstraatweg/IJsseldijk in Olst, in de Nederlandse provincie Overijssel. De molen werd in 1836 gebouwd als opvolger van een standerdmolen van voor 1720. In 1931 werd er een motor in de molen van Boks geplaatst. Na een roedebreuk in 1936, werd ook de andere roede verwijderd. Op 19 november 1967 werd molenaar Allard Boks in de molen slachtoffer van een roofmoord.
De kap (op neutenkruiwerk) en de stenen romp zijn nog aanwezig; in de molen zelf bevinden zich nog delen van het gaande werk. De restanten zijn aangewezen als rijksmonument. Naast deze molen staat een houten meelpakhuis.